# Dahlenburg
Dahlenburg é um município da Alemanha localizado no distrito de Lüneburg, estado da Baixa Saxônia.
É membro e sede do Samtgemeinde de Dahlenburg.